# Beleidsevaluatie
Een beleidsevaluatie of beleidsanalyse is het beoordelen van een maatregel, programma, plan of project aan de hand van evaluatiecriteria.
Hierbij worden de beleidsprocessen, en hun doelmatigheid, onderzocht. Op basis van een analyse van de uit het onderzoek verkregen gegevens komt er een beoordeling van de resultaten en effecten van de processen. Deze effecten kunnen ook maatschappelijke effecten zijn.

## Geschiedenis
Een echte evaluatiecultuur kreeg in twee golven gestalte:
- Jaren 60-70: Zweden, Duitsland, Verenigd Koninkrijk en Canada - door de grotere rol van de overheid toen was er een sterke nood aan informatie hierover.
- Jaren 80-90: andere West-Europese landen waaronder België en Nederland - samen met andere ideeën uit het New Public Management.

Dit ging samen met externe druk vanuit internationale organisaties.
In België werd het Vlaams evaluatieplatform (VEP) opgericht in 2006. In Wallonië bestond er al eerder een gelijkaardig platform: het SWEP (Société Wallonne de l'évaluation et de prospective) werd opgericht in 2000.

## Doel

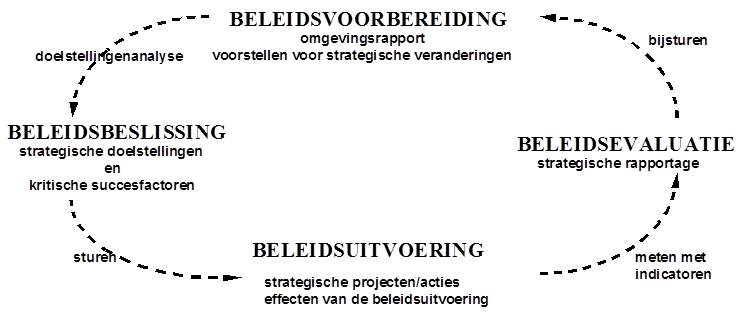
Beleidscyclus

Beleidsevaluatie is het beoordelen van een maatregel, programma/plan, project aan de hand van evaluatiecriteria. Vragen die hierbij gesteld worden zijn: 
- Doen we de dingen goed?
- Doen we de juiste dingen?

Beleidsevaluatie is geen alleenstaand gegeven maar onderdeel van de beleidscyclus.
Een beleidsevaluatie kan veel duidelijkheid verschaffen. Zo komen er vaak problemen naar boven en krijgt men inzicht in de kansen die er zijn en anders eventueel gemist zouden kunnen worden. De instelling  kan zodoende haar doelen scherpstellen en positieve aanpassingen maken op het bestaande beleid. In die zin is beleidsevaluatie een instrument dat gebruikt kan worden bij beleidsplanning en bijsturen van beleidsuitvoering. Het draagt ook bij tot beleidsleren. Soms zijn beleidsevaluaties ook bij wet verplicht, zoals bijvoorbeeld in de aanwending van de Europese structuurfondsen of plattelandsmiddelen.

## Evaluatiecriteria
De belangrijkste evaluatiecriteria:
- Relevantie: Komen de doelstellingen tegemoet aan de problemen en uitdagingen?
- Coherentie/consistentie
  - Intern: Vormen de strategische en operationele doelstellingen een coherent geheel?
  - Extern: Zijn de doelstellingen compatibel met andere beleidsprogramma's/maatregelen?
- Uitvoering: Werden de beoogde acties uitgevoerd? Is de uitvoering vlot verlopen (tijdig, voldoende personeel, ...)?
- Effectiviteit of doelbereiking
  - Zijn de doelstellingen bereikt?
  - In welke mate dragen de acties en hun outputs bij tot het bereiken van de doelstellingen?
- Efficiëntie: Werden de doelstellingen bereikt op een kostenefficiënte manier? Staan de resultaten in verhouding tot de ingezette middelen?
- Adequaatheid: Beantwoorden de effecten die ik heb geressorteerd aan de noden en uitdagingen?
- Andere: 
  - Duurzaamheid van effecten
  - Draagvlak voor het beleid
  - Toegevoegde waarde

## Types en concepten
Tijdstip evaluatie:

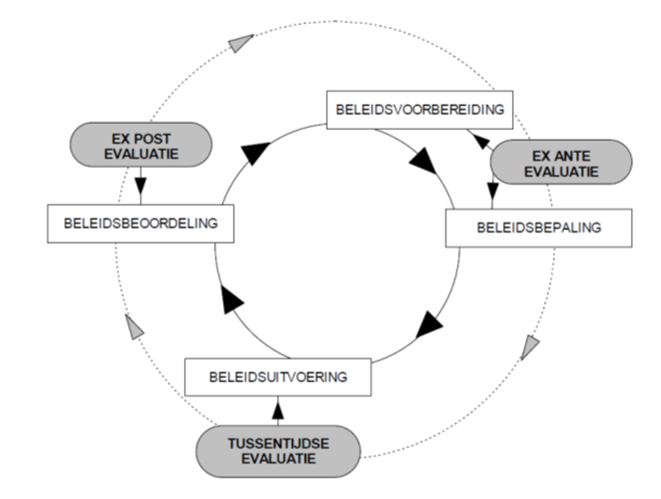
Verschillende soorten van beleidsevaluatie zijn van toepassing op verschillende punten van de beleidscyclus

- Ex-ante: Evaluatie met het oog op verbeteren van beleidsplan/programma (nadruk op relevantie en coherentietoets, organisatie en beschikbaarheid van gegevens/monitoring).[2]
- Mid-term: Tussentijdse evaluatie met het oog op bijsturen van de beleidsuitvoering (nadruk op outputs en resultaten, effectiviteit, organisatie/uitvoering).
- Ex-post: Evaluatie op het einde of na afloop van project of programma (nadruk op effectiviteit, efficiëntie en impact).[3]
- On-going: Evaluatie gebeurt tijds de ganse uitvoeringsperiode van een programma, met regelmatige rapportering. Nadruk ligt op bijsturen beleidsuitvoering en op monitoring.

Stappenplan evaluatie:
1. Afbakening van evaluatie
2. Dataverzameling
  - Primaire data zijn gegevens die nog niet verzameld zijn bij het begin van de evaluatie: interviews, enquête, gevalstudies (case-studies)
  - Secundaire data zijn gegevens die al door iemand verzameld zijn bij het begin van de evaluatie: literatuur en studies, databanken, documenten en rapporten
3. Gegevens-analyse
  - Kwalitatieve technieken: Delphi-methode, focusgroep/workshop, expert panel
  - Kwantitatieve technieken: Regressie-analyse, 'wat-als-analyse' (counterfactual analysis), grensmethoden voor efficiëntie (data envelopment analysis), netwerkanalyse, etc.
4. Beoordeling via 'triangulatie': Dit is het combineren van verschillende analyseresultaten tot een eindoordeel
  - Kosten-batenanalyse/Kosten-effectiviteitsanalyse
  - Multicriteria-analyse
  - Benchmarking
  - Expert panel
  - Peer review
5. Toetsing conclusies: Kan aan de hand van workshop met stakeholders.